# Gogol Bordello
A Gogol Bordello egy New York-i cigány-punk zenekar Manhattanből. Zenéjükre főleg a cigányzene hatott, így ezt a stílust keverik a punk rock és a dub műfajokkal. Dalaikban olyan hangszerek hallhatóak, mint a harmonika, a hegedű és a szaxofon.

## Diszkográfia

### Albumok
- Voi-La Intruder – 1999 (Rubric Records)
- Multi Kontra Culti vs. Irony – 2002. szeptember (Rubric Records), 2XLP – 2006. december
- Gypsy Punks: Underdog World Strike – 2005. augusztus (SideOneDummy Records), 2XLP – 2006. március
- Super Taranta! – 2007. július 10. (SideOneDummy Records) US #115,[2] UK #67, 2XLP – 2007. július
- Live from Axis Mundi – 2009 (SideOneDummy Records), koncertalbum DVD-vel
- Trans-Continental Hustle – 2010. április 27. (amerikai megjelenés) UK # 66, US #62, CAN #79
- Pura Vida Conspiracy - 2013.
- Seekers and Finders - 2017.

### EP-k
- East Infection – 2005. január (Rubric Records)

### Kislemezek
- "When the Trickster Starts a-Poking" – 2002, Rubric Records
- "Start Wearing Purple" / "Sally" – 2006. február, SideOneDummy Records
- "Not a Crime" – 2006. augusztus, SideOneDummy
- "Wonderlust King"[3] – 2007. augusztus, SideOneDummy, #11 UK Indie

### Válogatásalbumok
- Punk Rock Strike Vol. 4 – 2003. Springman Records
- 2005 Warped Tour Compilation – 2005. SideOneDummy Records
- 2006 Warped Tour Compilation – 2006. SideOneDummy Records
- Gypsy Beats and Balkan Bangers – 2006. Atlantic Jaxx
- The Rough Guide to Planet Rock – 2006. World Music Network
- 2007 Warped Tour Compilation – 2007. SideOneDummy Records

### Mellék projektek
- Gogol Bordello vs. Tamir Muskat – 2004. augusztus Stinky Records.
- The Prester John Sessions Tommy T – 2009. a Gogol Bordello etióp basszusgitárosának,  Thomas Gobenának szólólemeze, az etióp énekessel Gigivel. Easy Star